# 列梅什夫卡 (戈羅德尼亞區)
52°4′44″N 31°38′5″E / 52.07889°N 31.63472°E
列梅什夫卡（烏克蘭語：Лемешівка），是烏克蘭北部的村莊，隸屬切爾尼希夫州的切爾尼希夫區。該村始建於1552年，面積4.53平方公里，海拔高度156米，2006年人口597，人口密度每平方公里131.8人。